# Rusagonis
Rusagonis är en ort i Kanada.   Den ligger i provinsen New Brunswick, i den sydöstra delen av landet, 700 km öster om huvudstaden Ottawa. Rusagonis ligger 8 meter över havet och antalet invånare är 3 318.
Terrängen runt Rusagonis är huvudsakligen platt. Rusagonis ligger nere i en dal. Närmaste större samhälle är Fredericton, 16,2 km norr om Rusagonis. 
I omgivningarna runt Rusagonis växer i huvudsak blandskog. Runt Rusagonis är det glesbefolkat, med 10 invånare per kvadratkilometer.